# Pedal (bildel)

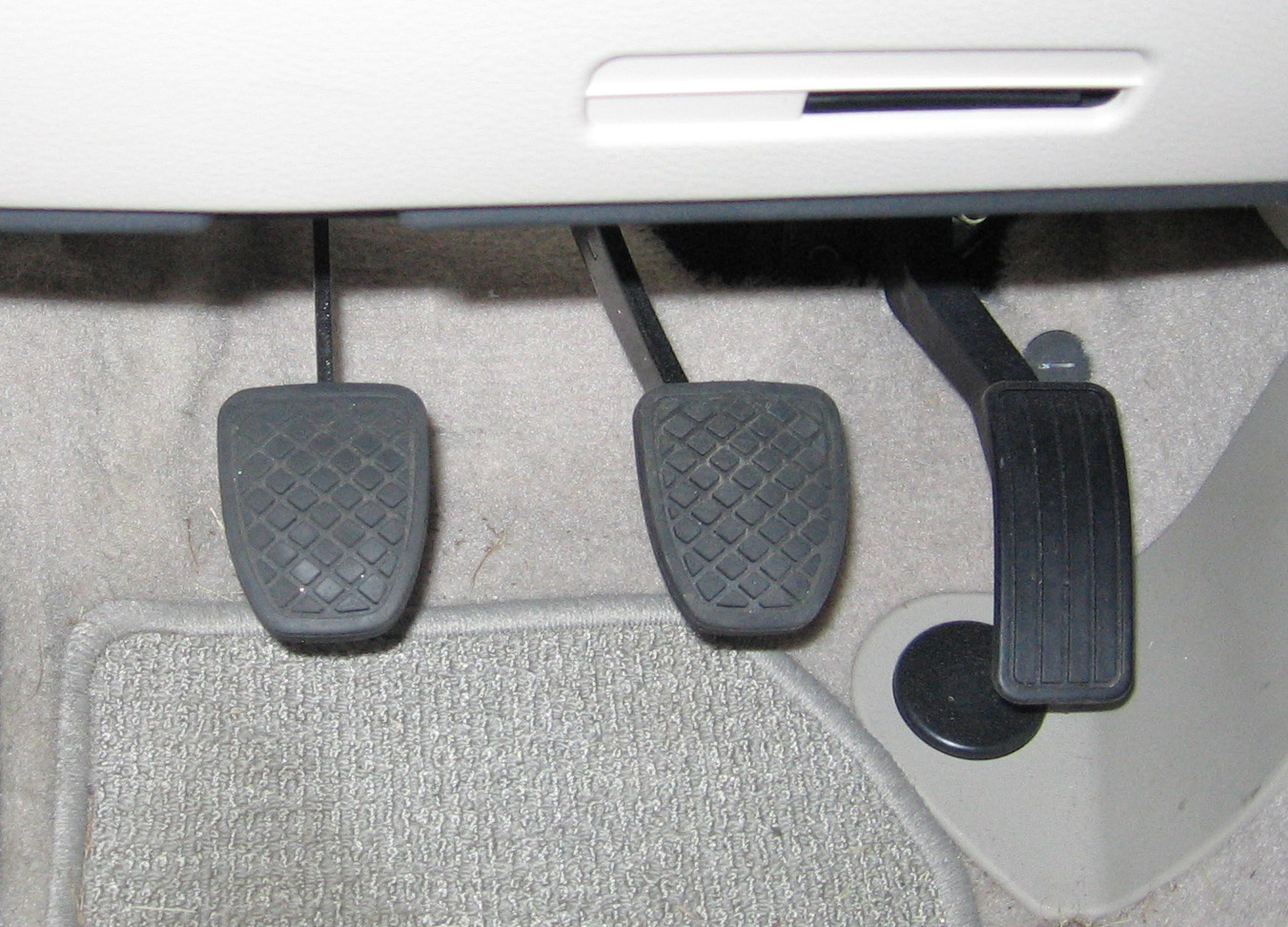
Pedalerna på en manuellt växlad Subaru Legacy av 2007 års modell.

Pedal är ett fotreglage i en personbil, buss eller lastbil.
Manuellt växlade fordon har pedaler för koppling, broms och gas, medan automatväxlade fordon endast har pedaler för broms och gas. Gaspedalen sitter i regel längst till höger och bromspedalen till vänster om denna, så att föraren ska kunna manövrera båda med höger fot. Till vänster om bromspedalen sitter i förekommande fall kopplingspedalen, som manövreras med vänster fot. På amerikanska personbilar är det vanligt att även parkeringsbromsen manövreras med en pedal. Den frigörs i så fall med en spak under instrumentbrädan. Vissa äldre bilar, till exempel Volvo Amazon, har även en liten fotpedal längst till vänster för omkoppling mellan hel- och halvljus.